# 黃鶴聲
黃鶴聲（Wong Hok Sing，又名黃金印，1915年—1993年），粵劇文武生、香港電影演員及導演、美國電影演員。其妻子為香港電影女演員梁碧玉。
黃鶴聲(黃金印)曾與黃岱、莫康時、龍圖、胡鵬、馮志剛、李鐵、吳回、盧雨岐及珠璣義結金蘭兄弟，組成十大導，黃鶴聲(黃金印)為八弟。
粵劇文武生黃鶴聲(黃金印)接受麗的呼聲銀色電臺的《戲劇生涯》節目主持人鄭孟霞女士的訪問，1962年6月26日(星期二)晚上8時30分播出第一部分；1962年6月29日(星期五)晚上8時30分播出第二部分。
1966年的春節，黃鶴聲(黃金印)客串當丑生，還反串網巾邊，參予「艷堂皇」劇團，與文武生蘇少棠、石燕子、花旦羅艷卿、譚倩紅、武生白龍珠、丑生梁中良一同在香港大會堂演出粵劇。
黃鶴聲(黃金印)在1968年12月14日(星期六)搭乘菲律賓航空公司到美國夏威夷州的州府檀香山觀光數天，然後到加利福尼亞州的舊金山考察美國的電影及電視，為期約一年。結果留在美國登臺演出粵劇。1983年11月才回香港探親，表示已長居美國與黃卓港合營戲院。

## 電影
- 黃鶴聲(黃金印)的香港銀幕處男作是《大破銅網陣》(1939年，擔任男主角，飾演白玉堂)；
- 黃鶴聲(黃金印)的美國銀幕處男作是電影《一笑博郎心》(1946年，擔任男主角，飾演窮少年覺先)；
- 黃鶴聲(黃金印)在美國執導的第一齣電影《暴雨梨花》(1947年)；
- 黃鶴聲(黃金印)在香港執導的第一齣電影《五鼠鬧東京(上集)》(1948年，亦同時擔任男主角，飾演御貓展昭)；
- 黃鶴聲(黃金印)前赴美國舊金山定居前執導的最後一齣香港電影《飛龍刀》(1968年9月)；
- 黃鶴聲(黃金印)在香港參予的最後一齣電影《獨掌震龍門》(1970年，飾演慕容良)；
- 黃鶴聲(黃金印)參有予約280齣電影。

## 粵曲
- 《夜送京娘》：黃鶴聲(黃金印)與衛少芳合唱；
- 《春燈羽扇恨》之《買奴》：黃鶴聲(黃金印)、朱少坡與梁素琴；
- 《天國春秋》：黃鶴聲(黃金印)與鄧碧雲合唱。

## 外部連結
- 香港電影資料館：黃鶴聲(黃金印)參演電影的記錄[永久]
- 香港影庫：黃鶴聲(黃金印) （页面存档备份，存于）
- 黃鶴聲(黃金印)的演出及唱腔片斷 （页面存档备份，存于）侵犯版權?